# Coelocyba minuta
Coelocyba minuta är en stekelart som först beskrevs av Girault 1916.  Coelocyba minuta ingår i släktet Coelocyba och familjen puppglanssteklar. Inga underarter finns listade i Catalogue of Life.